# Operatie Todori
Operatie Todori was een Japanse zelfmoordoperatie die werd uitgevoerd met achttien kaitens. 

## Geschiedenis
Op 26 april 1945 werden de twaalf kaitens door vier moederonderzeeboten ingezet om de Amerikaanse bevoorradingslijnen van de vloot naar Okinawa aan te vallen. De Japanners trachtten op deze manier de bevoorrading naar de Amerikaanse troepen op Okinawa te beperken waardoor de geallieerde troepen aldaar in de problemen zouden komen. Alleen de kaitens van de I-36 kwamen in actie, echter zonder succes. De I-361 werd door vliegtuigen van de USS Anzio tot zinken gebracht. Ook de I-165 werd vernietigd. De I-36 keerde samen met de I-363 schadevrij terug naar de basis.